# Carina Brunold
Carina Brunold (* 17. September 2002 in Dornbirn) ist eine österreichische Fußballspielerin.

## Karriere

### Vereine
Carina Brunold startete ihre Vereinslaufbahn 2010 beim SC Admira Dornbirn, 2018 wechselte sie zum FC Dornbirn 1913, mit dem sie den Aufstieg von der Landes- in die Bundesliga schaffte. In der Saison 2022/23 wurde sie mit dem FC Dornbirn Meister in der 2. Frauen-Bundesliga, in der Saison 2023/24 belegte sie mit dem Verein den 7. Platz in der Bundesliga. Zuletzt war sie Mannschaftskapitänin beim FC Dornbirn.
Im Dezember 2024 beendete sie ein Studium der Ernährungswissenschaften als Bachelor. Im Jänner 2025 wurde sie vom SKN St. Pölten verpflichtet.

### Nationalmannschaft
Brunold absolvierte fünf Einsätze im Nationalteam der Altersklasse U19, bei denen sie ein Tor erzielte.
In die österreichische A-Nationalmannschaft wurde sie von ÖFB-Teamchefin Irene Fuhrmann im Juli 2024 für die Qualifikation für die Europameisterschaft 2025 nachnominiert. Ihr Debüt in der A-Nationalmannschaft gab sie am 21. Februar 2025 unter Teamchef Alexander Schriebl in einem Spiel der UEFA Women’s Nations League 2025 gegen Schottland, wo sie in der 79. Minute für Marie-Therese Höbinger eingewechselt wurde. Im darauffolgenden Spiel gegen Deutschland am 25. Februar 2025 gab sie ihr Startelf-Debüt.